# Jan Zoutman
Jan Zoutman (Woerden, 1 augustus 1969) is een Nederlandse voetbaltrainer en docent bij de trainersopleiding van de KNVB.

## Carrière
Zoutman speelde in de jeugd van SV Argon en kwam tot het tweede team.
Hij begon vanaf 1987 met trainen van de jeugd bij SV Argon en later ook het tweede team. Daarnaast was hij van 2002 tot 2004 assistent bij het eerste team. Zoutman was van 2004 tot en met 2007 trainer van SV Argon. Met Argon werd hij tweemaal kampioen van de zondag Hoofdklasse A en werd hij tweemaal kampioen van de zondagamateurs (beiden 2005 en 2007). In 2007 werd hij met Argon ook algeheel amateurkampioen. Sinds 2007 was hij als trainer werkzaam bij HFC Haarlem. Per 1 januari 2010 ging hij aan de slag bij VV IJsselmeervogels. Op 8 mei 2010 behaalde hij met IJsselmeervogels het kampioenschap in de Hoofdklasse B van het zaterdagvoetbal. Op 29 mei werd ook de algehele zaterdagtitel binnengehaald. Op 19 juni werd over twee wedstrijden Gemert verslagen en werd ook de algehele landstitel binnengehaald. Op 7 mei 2011 werd hij met IJsselmeervogels kampioen van de Zaterdag Topklasse. Op 28 mei werd wederom de landstitel binnengehaald na FC Oss tweemaal met 2-0 te hebben verslagen.
Seizoen 2011/12 verliep moeizaam. Het seizoen werd afgesloten op een 6e plek.
Na een aantal aankopen voor het seizoen 2012/13 waren de verwachtingen in Bunschoten-Spakenburg hoog. In de openingswedstrijd bij CVV De Jodan Boys liep Zoutman een grensrechter omver na een incident over verkeerd gekleurde slidingbroekjes. Dit kwam hem op een schorsing van drie maanden te staan. Zijn taken werden in die periode overgenomen door assistent Johan de Man. IJsselmeervogels startte de competitie niet goed, maar gaandeweg de winterstop eraan kwam, begonnen de resultaten langzaam beter te worden. In december, toen de schorsing erop zat, verlengde Zoutman zijn contract met één seizoen. Hij zou daardoor ook in het seizoen 2013/14 als trainer op de bank van IJsselmeervogels zitten. Dit ging echter niet door. Wegens tegenvallende resultaten werd Zoutman op 25 maart ontslagen. Hij werd bij IJsselmeervogels opgevolgd door Gert Kruys.
Op 25 juni 2013 werd hij aangesteld als trainer van Jong FC Twente. Jong FC Twente speelde in het seizoen 2013-2014 voor het eerst in de Jupiler League.
Vanaf seizoen 2015-2016 keert Zoutman terug naar het amateurvoetbal bij Quick Boys uit Katwijk. Dit seizoen werd Quick Boys kampioen in de Hoofdklasse en promoveerde naar de 3e divisie.
Op 27 oktober 2018 is bekend gemaakt dat VV Katwijk Jan Zoutman heeft aangesteld als nieuwe hoofdtrainer. Zoutman volgt hiermee Jack van den Berg op die eerder in het seizoen werd ontslagen. Medio 2020 liep zijn contract af, dat niet werd verlengd. Op 5 december 2020 werd Zoutman tot het einde van het seizoen aangesteld als trainer van FC Dordrecht in de Eerste divisie. Op 23 april 2021 werd bekend dat Zoutman ook geen voornemen had om zijn dienstverband voort te zetten na een aanvaring met algemeen directeur Hans de Zeeuw.

## Trainerscarrière
| Seizoen   | Club             | Land      | Competitie             | Duels | Winst | Gelijk | Verlies |
| --------- | ---------------- | --------- | ---------------------- | ----- | ----- | ------ | ------- |
| 2004/2007 | SV Argon         | Nederland | Zondag Hoofdklasse A   | 90    | 60    | 15     | 15      |
| 2007/2009 | HFC Haarlem      | Nederland | Eerste divisie         | 76    | 20    | 19     | 37      |
| 2010/2011 | IJsselmeervogels | Nederland | Zaterdag Hoofdklasse B | 20    | 18    | 1      | 1       |
| 2011/2013 | IJsselmeervogels | Nederland | Topklasse              | 87    | 45    | 14     | 28      |
| 2013/2015 | Jong FC Twente   | Nederland | Jupiler League         | -     | -     | -      | -       |
| 2015/2017 | Quick Boys       | Nederland | Hoofdklasse            | -     | -     | -      | -       |
| 2018/2020 | VV Katwijk       | Nederland | Tweede divisie         | -     | -     | -      | -       |
| 2020/2021 | FC Dordrecht     | Nederland | Eerste divisie         | -     | -     | -      | -       |
|           |                  |           |                        |       |       |        |         |
| Totaal    | Totaal           | Totaal    | Totaal                 | 273   | 143   | 49     | 81      |

## Erelijst
- Algeheel amateurkampioen van Nederland (3×)

2007, 2010, 2011
- Landskampioen zaterdagamateurs (vanaf 2011 als kampioen Topklasse) (2×)

2010, 2011
- Landskampioen zondagamateurs (vanaf 2011 als kampioen Topklasse) (2×)

2005, 2007
- Afdelingstitels (5x)

2005, 2007, 2010, 2011, 2016
- Supercup (1×)

2010
- Coach van het jaar Nederlands amateurvoetbal (1×)

2005